# Die Männer sind méchant!
Die Männer sind méchant! (en français, Les hommes sont des méchants !), D. 866 n° 3 op. 95, est un lied composé par Franz Schubert, publié en 1828 par Thaddäus Weigl. Il fait partie d’une série de quatre lieder intitulés Vier-Refrainlieder, (en français, Quatre chansons à refrain). Les trois étant : Die Unterscheidung, Bei dir allein et Irdisches Glück. Ils sont écrits par le poète Johann Gabriel Seidl (1804-1875) et sont destinés à être chantés à une voix avec un accompagnement de pianoforte.

## Contexte
Franz Schubert, âgé de 31 ans, décède des suites du typhus le 19 novembre 1828. Cependant, cette année-là est l’une des plus productives pour le compositeur. On peut citer la Symphonie n° 9 en ut majeur produite en février, plusieurs lieder ainsi que la Fantaisie en fa mineur D. 940, composés au printemps. Entre juin et septembre, il composé une messe en mi bémol majeur D. 950 et un quintette à cordes en ut majeur D. 956.
En février 1828, Schubert annonce aux éditeurs qu’il a fini d’écrire une symphonie (la symphonie en ut majeur D. 944). L’œuvre manuscrite est alors réceptionnée et enregistrée dans le catalogue de la société des amis de la musique. Malgré sa maladie, la tonalité en ut majeur laisse paraître une vision optimiste du monde.
Le 26 mars, un concert est organisé dans la salle de la société des amis, ou ses nouvelles œuvres y sont jouées. Le choix de la date n’est pas un hasard, car elle fait référence à la date anniversaire de la mort de Beethoven.
Deux mois après la mort de Schubert, un communiqué publié en janvier 1929 annonce qu’un recueil posthume du compositeur sera édité sous le nom de Schwanen-Gesang (en français, Le Chant du cygne). Aujourd'hui, il porte le nom de Schwanengesang, D. 957. Le cycle est composé de 14 lieder, dont l’un est écrit par Seidl (Die Taubenpost). Les 13 autres sont rédigés par Ludwig Rellstab et Heinrich Heine.

## D. 866 op. 95:Vier-Refrainlieder
Le 13 août 1828 à Vienne, Thaddäus Weigl (chef d’orchestre, compositeur et éditeur), annonce la parution des nouveaux lieder de Schubert dans une publicité du Wiener Zeitung sous le titre Vier-Refrainlieder von Yohann Gabriel Seidl, et sont amicalement dédiés au poète.
D'après le petit texte accompagnant cette publicité, Weigl signale que le public réclamait des compositions plus légères de la part de Schubert. Weigl souhaite alors qu’il compose des chansons amusantes pour assouvir ce désir, mais le compositeur lui écrit des chansons à refrain qui ne sont que partiellement amusantes et des chansons d’amour[pas clair]. Weigl juge que ces lieder ne mettent pas assez l’accent sur le coté « comique » qui avait été annoncé au public. Cependant, étant donné qu’ils sont plus guillerets qu’à l’ordinaire, Weigl (ou Schubert), décide de réduire l’ensemble des titres à une seule appellation plus neutre : Vier-refrainlieder.
On ignore la date exacte à laquelle Schubert compose ces lieder, néanmoins, ils ont certainement avoir été écrits au début de l’été 1828. En effet l’ébauche de Die Unterscheidung, l’un des quatre lied de ce recueil, fait partie d’un manuscrit comportant également le final de la sonate en do mineur pour piano (D. 958), laquelle est terminée en 1828. Cette source, de même que la publicité de Weigl à la mi-août 1828, font penser que Die Männer sind méchant! est composé au début de l’été de cette même année. L’ébauche de Die Unterscheindung (qui est la première des chansons des Vier-refrainlieder), ainsi que celle de l’ensemble final de la sonate en do mineur pour piano (D. 958) terminée en septembre 1828, sont toutes deux regroupées dans un manuscrit. Cela peut confirmer l’idée que les Vier-refrainlieder sont composés durant l’été de cette année.
Comme les 4 poèmes de Seidl ne figurent pas dans des éditions imprimées, les spécialistes en déduisent que Schubert a travaillé à partir des manuscrits, appuyant ainsi l’idée selon laquelle les deux hommes étaient proches.

## Analyse de l’œuvre

### Analyse du texte
Le poème raconte l’histoire d’une jeune fille qui découvre que son amoureux l’a trompé. Celle-ci s’apitoie sur son sort en racontant à sa mère le comportement mesquin de l’homme qu’elle aime. Elle regrette de ne pas avoir écouté sa mère qui l’avait prévenue. Elle a vu son partenaire flirter avec une autre, il commence par un bonjour, continue par un baiser et va toujours plus loin. La jeune femme écœurée, termine la chanson par :« les hommes sont méchants ! ».
Ce sujet, dans lequel les connotations sexuelles sont à peine voilées, a dû être difficile à traiter dans l’Autriche à l’époque de Schubert. Néanmoins, il ne dissimule pas grand chose dans ses vers. La police et les censeurs surveillent de très près les artistes. Publier une chanson sur le sexe est donc impensable, de sorte que Seidl se résolut à un expédient humoristique.
Bien que Schubert mette ce poème en musique de façon ingénieuse, il ne parvient pas à jouer du sens érotique. Il en est de même pour les trois autres chansons, c’est d’ailleurs pour cette raison qu’elles ne sont pas aussi comiques qu’espérées.

### Analyse poétique
« Méchant » n’est pas un mot qui appartient à la langue allemande. Cependant, Seidl l’utilise, sans l’accorder, pour qu’il puisse rimer avec les mots « verkannt », « festgebannt » ou « Hand ». Une hypothèse conclut que cette épithète « remaniée » manifesterait de l’insolence, qui évoquerait que l’orateur n’est pas aussi choqué qu’il ne veut le faire croire. Le poème se compose de trois strophes de huit vers chacune. Chaque vers alterne entre des heptasyllabes et des hexasyllabes. Les rimes se font entre le sixième et le huitième vers avec à chaque fois la répétition du titre du lied : « Die Männer sind méchant ! ».

### Analyse musicale
Ce lied a une forme de chanson à strophes avec refrain. Il est composé en 6/8 dans la tonalité de la mineur. Le pianoforte débute le morceau en mezzo forte, et le termine par le même motif en forte. Les mesures quatre et cinq (de même que les mesures 27 et 28) forment une cadence parfaite, qui est accentuée par une gamme montante. À partir de la mesure 14, l’intensité diminue (pp) pour accompagner les différents sentiments qui sont éprouvés par la jeune femme au cours du lied. L’accompagnement est orné d’arpèges qui donnent beaucoup d’élan au morceau.
À la dixième mesure, le chant est accentué par un passage d'une croche (la) vers une noire (si bémol), qui procure un sentiment de déception à la troisième strophe des trois vers : « Ich würd es dir nicht glauben » (en français : « Je ne voulais pas te croire »), "Da rauscht’ es: « Guten »"  (en français : « on murmurait : Bonsoir »), « Es blieb nicht bloß beim » (en français : « Cela ne s'est pas arrêté aux murmures »).
La ligne de chant ne permet pas d’exploiter la virtuosité d’un chanteur, les intervalles sont essentiellement des tons voisins. À trois reprises dans le morceau (mesure 6, 13, et 22), le chant réalise un intervalle de sixte.

## Texte et traduction
| TEXTE ORIGINAL | FRANÇAIS | FRANÇAIS |
| --- | --- | --- |
| Du sagtest mir es, Mutter: Er ist ein Springinsfeld! Ich würd es dir nicht glauben, Bis ich mich krank gequält! Ja, ja, nun ist er’s wirklich; Ich hatt’ ihn nur verkannt! Du sagtest mir’s, o Mutter: « Die Männer sind mechant! » Vorm Dorf, im Busch, als gestern, Die stille Dämm’rung sank, Da rauscht’ es: «Guten Abend!» Da rauscht’ es: «Schönen Dank!»Ich schlich hinzu, ich horchte; Ich stand wie festgebannt: Er war’s, mit einer andern: »Die Männer sind mechant!« O Mutter, welche Qualen! Es muss heraus, es muss! Es blieb nicht bloß beim Rauschen, Es blieb nicht bloß beim Gruß. Vom Gruße kam’s zum Kusse; Vom Kuss zum Druck der Hand; Vom Druck, ach, liebe Mutter! « Die Männer sind mechant! » | Tu me l'avais dit, mère : C'est un jeune fripon ! Je ne voulais pas te croire, Jusqu'à ce que je me sois tourmentée à en être malade ! Oui, oui, maintenant je sais ce qu'il est réellement ; Je l'avais seulement mal jugé ! Tu me l'avais dit, mère : « Les hommes sont méchants! » Hier hors du village dans le bosquet, comme Le crépuscule silencieux tombait, On murmurait : « Bonsoir ! », On murmurait : « Merci ! », Je me glissais et j'écoutais : Je me tenais comme pétrifiée : C'était lui, avec une autre -- « Les hommes sont méchants! » Ô mère, quelle torture ! Cela doit sortir, il le faut, Cela ne s'est pas arrêté aux murmures, Cela ne s'est pas arrêté aux salutations ! De salutations c'est allé aux baisers; De baisers à se tenir la main, De se tenir la main, ah, chère mère ! -- « Les hommes sont méchants! » | Tu me le disais, Maman : Il est volage ! Je ne voulais le croire, Avant d'être accablée de douleurs ! Oui, oui, cela est vrai ; Combien voulais-je m'abuser ! Tu me le disais, ô Mère : Les hommes sont méchants! Hier dans le bosquet à l'orée du village, La nuit presque tombée, J'entends un bonsoir chuchoté Puis un tendre merci. M'approchant doucement, j'écoute, Et reste pétrifiée : Il est avec une autre. Les hommes sont méchants! Ô Mère, quel supplice ! Il faut qu'on le sache, il le faut ! Car après les saluts, Après les compliments, Vinrent les baisers, Puis les effleurements Puis l'étreinte, hélas chère Maman ! Les hommes sont méchants! |

## Discographie
Ce lied apparaît sur ces enregistrements :
| Date | Chant            | Piano                | Titre de l'album                      | Label               |
| ---- | ---------------- | -------------------- | ------------------------------------- | ------------------- |
| 1971 | Janet Baker      | Gerald Moore         | Janet Baker sing Schubert             | Séraphim            |
| 1974 | Elly Ameling     | Dalton Baldwin       | Schubert: Lieder                      | Hyperion records    |
| 1976 | Helen Donath     | Klaus Donati         | Lieder von Schubert, Wolf und Strauss | Emi Records         |
| 1988 | Kathleen Battle  | James Levine         | Schubert.Lieder                       | Deutsche Grammophon |
| 1993 | Gundula Janowitz | Irwin Gage           | Schubert Lieder                       | Deutsche Grammophon |
| 1996 | Dame Janet Baker | Gerald Moore         | Schubert Lieder                       | Warner Classic      |
| 1997 | Renée Fleming    | Christoph Eschenbach | Schubert Lieder                       | Deca Digital        |